# Ambrose R. Wright
Ambrose Ransom Wright (Louisville (Georgia), 26 april 1826 – Augusta (Georgia), 21 december 1872), bijgenaamd Rans, was een generaal die vocht in de Amerikaanse Burgeroorlog.

## Biografie

### Jonge jaren
Wright studeerde rechten bij gouverneur en senator Herschel V. Johnson, die later zijn schoonbroer werd en werd aangenomen bij de balie. Hij deed mee aan de verkiezing voor het United States Congress maar verloor. Hij steunde Millard Fillmore in 1856 en John Bell en Edward Everett in 1860.

### Amerikaanse Burgeroorlog
Bij uitbraak van de Amerikaanse Burgeroorlog nam Wright als soldaat dienst bij de militie van Georgia, maar op 18 mei 1861 werd hij kolonel bij het 3e regiment infanterie van Georgia.
Hij vocht in North Carolina en Georgia tot de zomer van 1862 en won in april 1862 de Slag bij South Mills. In mei trok Wright met zijn regiment naar Virginia, waar hij vocht in de Slag bij Seven Pines in de brigade van brigadegeneraal Albert G. Blanchard. Wright werd brigadegeneraal en verving Blanchard die niet tot tevredenheid presteerde.
Wright onderscheidde zich in de Zevendagenslag en het Beleg van Petersburg. Hij raakte zwaargewond in de Slag bij Antietam in 1862 en in de Slag bij Chancellorsville in 1863. In de Slag bij Gettysburg drong de brigade van Wright op 2 juli 1863 het verst door in de verdediging van de Unie bij Cemetery Ridge. Op 26 november 1864 werd Wright generaal-majoor.

### Na de oorlog
In 1863 werd Wright verkozen in de senaat van Georgia. Hij nam zijn advocatenpraktijk weer op. In 1866 kocht hij de krant Augusta Chronicle & Sentinel. In 1871 verloor hij de verkiezing voor de senaat. Het jaar daarop werd hij verkozen in het huis van afgevaardigden van Georgia, maar hij overleed vooraleer hij zijn zetel kon opnemen.

## Militaire loopbaan
- Colonel (CSA): 18 mei 1861
- Brigadier General (CSA):
- Major General (CSA): 26 november 1864